# Cardanha
Cardanha ist ein Ort und eine ehemalige Gemeinde im Nordosten Portugals.

## Geschichte
Funde lassen eine Besiedlung vor Ankunft der Römer im 2. Jahrhundert v. Chr. vermuten. Der heutige Ort entstand möglicherweise neu im Verlauf der Reconquista. Mit der Erneuerung der Stadtrechte von Alfândega da Fé im Jahr 1515 kam Cardanha zum Kreis Alfândega da Fé. Seit 1853 ist Cardanha eine Gemeinde des Kreises Torre de Moncorvo.

## Verwaltung
Cardanha war Sitz einer gleichnamigen Gemeinde (Freguesia) im Kreis (Concelho) von Torre de Moncorvo im Distrikt Bragança. Die Gemeinde hatte 247 Einwohner (Stand 30. Juni 2011).
Mit der Gebietsreform vom 29. September 2013 wurden die Gemeinden Cardanha und Adeganha zur neuen Gemeinde União das Freguesias de Adeganha e Cardanha zusammengeschlossen. Adeganha wurde Sitz der neuen Gemeinde.